# Elezioni federali in Canada del 1968
Le elezioni federali in Canada del 1968 si tennero il 25 giugno per il rinnovo della Camera dei comuni.

## Risultati
| Liste                                        | Voti      | %     | Seggi |
| -------------------------------------------- | --------- | ----- | ----- |
| Partito Liberale del Canada                  | 3 686 801 | 45,37 | 154   |
| Partito Conservatore Progressista del Canada | 2 554 397 | 31,43 | 72    |
| Nuovo Partito Democratico                    | 1 378 263 | 16,96 | 22    |
| Ralliement créditiste                        | 360 404   | 4,43  | 14    |
| Partito del Credito Sociale del Canada       | 68 742    | 0,85  | –     |
| Partito Liberal-Laburista                    | 10 144    | 0,12  | 1     |
| Partito Comunista del Canada                 | 4 465     | 0,05  | –     |
| Indipendenti                                 | 56 722    | 0,70  | 1     |
| Altri                                        | 6 830     | 0,08  | –     |
| Totale                                       | 8 126 768 | 100   | 264   |